# Janówek Pierwszy
Janówek Pierwszy – dawniej Janówek, wieś sołecka w Polsce położona w województwie mazowieckim, w powiecie legionowskim, w gminie Wieliszew.
W latach 1952–1954 miejscowość była siedzibą gminy Janówek.
Wieś jest siedzibą rzymskokatolickiej parafii św. Bartłomieja w Janówku Pierwszym.

## Historia
Pierwsza wzmianka o Janówku pochodzi z 1404 r. Wtedy to Sędziwój z Góry wystąpił do króla Władysława Jagiełły o nadanie miejscowości praw. Zostały one nadane Janowi z Góry herbu Nałęcz w 1428 roku.
W XVIII w. Janówek oraz pobliskie wsie Góra, Olszewnica Stara, Krubin i miasto Nowy Dwór Mazowiecki weszły w posiadanie rodu Poniatowskich. Ich zarządcą został bratanek króla Stanisława Augusta Poniatowskiego, Stanisław, który pełnił urząd Podskarbiego Wielkiego Litewskiego. Janówek, Góra oraz inne okoliczne wsie stały się folwarkiem.
Na ten czas przypada okres świetności tych terenów. W przylegającej do Janówka Górze powstał pałac, w którym Stanisław Poniatowski organizował bale mające być konkurencją dla tzw. „Obiadów czwartkowych” jego stryja, króla Stanisława Augusta Poniatowskiego.
Od czasu wybudowania pałacu w Górze, pozycja i historia Janówka są jemu podporządkowane.
W 1795 r. pałac i przyległe ziemie stały się własnością Ludwika Szymona Gutakowskiego. Po jego śmierci majątek przechodził z rąk do rąk w obrębie rodziny. Zarządzały nim po kolei jego żony, siostry i brat. W tych czasach powstały gorzelnia, browar, wiatrak, młyn, deptak oraz przeprawy na Narwi i Wiśle.
W 1839 r. władze cesarskie zajęły majątek i oddały go biskupom utworzonej właśnie prawosławnej eparchii warszawskiej, którzy byli w jego posiadaniu do I wojny światowej.
W 1933 r. Ministerstwo Wyznań Religijnych i Oświecenia Publicznego otworzyło „Państwową Szkołę Rolniczą Żeńską w Willi Górze”. Dzięki sprawnemu zarządzaniu i wysokim kwalifikacjom nauczycieli, szkoła w Górze, była oblegana przez kobiety z Polski, ale także z Francji, Czechosłowacji i Niemiec. Podczas II wojny światowej szkoła zaprzestała działalności, a sam pałac uległ poważnym uszkodzeniom. Z zabudowań pałacowych zachowała się jedynie oficyna pałacowa – obecnie dom mieszkalny.
Po wojnie obiekt zajął Zakład Doświadczalny Polskiej Akademii Nauk.

## Ludność
Janówek liczy 520 mieszkańców. Ich źródłem utrzymania jest głównie rolnictwo i ogrodnictwo. Wielu pracuje także w Nowym Dworze Mazowieckim, a część także w Legionowie i Warszawie.

## Szkolnictwo
W Janówku znajduje się przedszkole oraz Szkoła Podstawowa im. Józefa Wybickiego. W tej ostatniej uczą się dzieci z Janówka i Góry. Do 1972 r. jej budynki były drewniane. W latach 1968–1972 wybudowano budynki murowane, a w roku 1993 koło szkoły powstała sala sportowa. Ponadto w miejscowości działa Centrum Kształcenia Służby Wywiadu Wojskowego.

## Straż pożarna
OSP Janówek została założona w 1934 r. Ze składek mieszkańców zbudowano remizę która funkcjonuje do dziś. Oprócz służenia strażakom jest wykorzystywana jako ośrodek spotkań mieszkańców wsi Góra i Janówka, czy zebrań sołeckich. Do OSP Janówek należy trzydziestu dwóch członków.

## Turystyka
Część terenów wokół Janówka wchodzi w skład Warszawskiego Obszaru Krajobrazu Chronionego. Można tam spotkać wszelkie gatunki flory i fauny występujące na Mazowszu. Mają tam swoje siedliska m.in. jelenie, dziki, jaszczurki zwinki i wiele innych.
Nieopodal Janówka przepływa Narew, oraz znajduje się wiele mniejszych zbiorników wodnych jak jezioro Góra, czy „glinianki”.
Przez Janówek przebiegają dwa szlaki turystyczne: II-a część niebieskiego szlaku wzdłuż Narwi i Wisły WA1459n Nieporęt – Choszczówka (29 km; Zegrze – Poddębie – Łąki Kałuszyńskie – Kępa Kikolska – Janówek), z półtorakilometrowym Łącznikiem Kałuszyńskim oraz część szlaku czerwonego WA 1420 Modlin – Wiązowna.
W pobliżu Janówka znajduje się zespół fortów, który wchodził w skład umocnień twierdzy Modlin. Grupa forteczna Janówek powstawała w latach 1883–1888 (obiekt ceglanoziemny) i 1912 – 1915 (dwa obiekty żelbetowe).
Są one zniszczone i obecnie odwiedzają je, oprócz miłośników militariów i paintballa, wspinacze skałkowi.
Janówek jest położony w pobliżu drogi wojewódzkiej nr 631 łączącej się z drogami: krajową nr 61 i wojewódzką nr 621 oraz warszawskiej podmiejskiej linii kolejowej Warszawa – Nasielsk (stacja Janówek).
Wieś jest także połączona z Nowym Dworem, Legionowem i Warszawą poprzez nowodworski PPKS.